# Villesse
Villesse is een gemeente in de Italiaanse provincie Gorizia (regio Friuli-Venezia Giulia) en telt 1560 inwoners (31-12-2004). De oppervlakte bedraagt 11,8 km², de bevolkingsdichtheid is 143 inwoners per km².

## Demografie
Villesse telt ongeveer 636 huishoudens. Het aantal inwoners daalde in de periode 1991-2001 met 3,0% volgens cijfers uit de tienjaarlijkse volkstellingen van ISTAT.
| Jaar | Inwoneraantal |
| ---- | ------------- |
| 1991 | 1626          |
| 2001 | 1577          |

## Geografie
De gemeente ligt op ongeveer 18 m boven zeeniveau.
Villesse grenst aan de volgende gemeenten: Campolongo al Torre (UD), Fogliano Redipuglia, Gradisca d'Isonzo, Romans d'Isonzo, Ruda (UD), San Pier d'Isonzo, Tapogliano (UD).
Capriva del Friuli · Cormons · Doberdò del Lago · Dolegna del Collio · Farra d'Isonzo · Fogliano Redipuglia · Gorizia · Gradisca d'Isonzo · Grado · Mariano del Friuli · Medea · Monfalcone · Moraro · Mossa · Romans d'Isonzo · Ronchi dei Legionari · Sagrado · San Canzian d'Isonzo · San Floriano del Collio · San Lorenzo Isontino · San Pier d'Isonzo · Savogna d'Isonzo · Staranzano · Turriaco · Villesse
1. ↑  https://demo.istat.it/?l=it.